# Matlosa

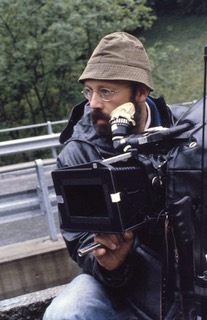
Villi Hermann sul set di Matlosa

Matlosa è un film del 1981 diretto da Villi Hermann,
presentato in concorso al Festival di Venezia nel 1981 e al Festival di Locarno nel 1982.

## Trama
Una famiglia ticinese parte per un weekend in montagna, dove Alfredo, il protagonista, ha vissuto l'infanzia. Ma il viaggio in valle, che moglie e figli subiscono, più che un'evasione è un rito ossessivo che il protagonista rinnova di settimana in settimana alla ricerca del suo passato. Alcuni oggetti o circostanze fanno affiorare i ricordi nella mente di Alfredo: egli si vede bambino alle prese con la realtà contadina, poi adolescente insicuro e costretto a vivere l'esperienza del collegio fuori cantone.
Anche in città, sul lavoro, Alfredo non è sereno: la mancata promozione fa riemergere antiche umiliazioni che si collegano a quella attuale. L'equilibrio di Alfredo, incapace di conciliare un'infanzia vissuta in un mondo contadino oramai snaturato con un presente frustrante e ripetitivo, lo porta ad una crisi. Ma in questa frattura tra passato e presente si aggiunge una seconda contraddizione: il tentativo di ritrovare l'infanzia è complicato dalla ricerca di un padre, sia esso reale o simbolico, che è stato un "Matlosa": in dialetto ticinese (masc'lösa), un venditore ambulante, ombrellaio, arrotino, cestaio o cordaio, ma anche senza casa, senza patria, senza fissa dimora, un emarginato.